# Гремячая (приток Руды)
Гремя́чая (Гремя́чка) — река на территории Глазуновского района Орловской области. Левый приток реки Руда, впадающий в неё близ деревни Гремячево на отметке высоты 184 метра выше уровня моря.

## Название
На современных картах название не указывается. На карте землепользования, отпечатанной «для служебного пользования» в 22 экземплярах Орловским филиалом Центрально-Чернозёмного Научно-исследовательского института по Землеустройству (ЦЧО Гипрозем), обозначена как «руч.» (ручей).
Название реки Гремячая устанавливается по экономическим примечаниям к планам генерального межевания Орловского уезда, где указано «деревня Гремячея» (современное Гремячево) «на левой стороне речек Гремячей и Руды».
Вариант названия Гремячка отмечен в исследовании Г. П. Смолицкой по гидронимике бассейна Оки, где Гремячка значится как правый приток реки Каменец: «п. р. Гремячка (л<евый> в<ерх> Колодезь, в<ерх> Колодезь, о<враг> Черной)».

## География
Образуется близ урочища Орлово гнездо неподалеку от деревни Гремячево слиянием речки Каменка (Каменец), начинающейся в окрестностях деревни Каменка в урочище Огарево, и речки Гремячий Колодезь, вытекающей из деревни Глебово. Названия установлены по экономическим примечаниям к планам генерального межевания, где указано, что сельцо Никольское, принадлежащее генерал-аншефу Федору Ивановичу Глебову (современная деревня Глебово), расположено «речки Гремячего Колодизя на левой и по обеим сторонам оврага Чернаго Колодизя». В «Экономических примечаниях Орловского уезда» речка в верховьях именуется Гремячим Колодезем: «Селцо [Гремячее] безымяннаго верха по правою, речки Гремячего Колодезя по левою и по обе стороны речки Руды на коей пруд с мелницею о дву поставах»..
Течёт в северо-западном направлении. В окрестностях деревни Гремячево река принимает в себя несколько коротких безымянных ручьев. Последний крупный приток справа — ручей Ленивец, вытекающий из Ломового леса (урочище Ломовое).